# Kojima-1L
Kojima-1Lは、おうし座の領域にある恒星。2017年に観測された重力マイクロレンズ現象TCP J05074264+2447555で重力レンズとなった天体で、その後の観測結果から海王星質量の太陽系外惑星が発見された。

## 概要
主星はK型とM型の境界付近のスペクトルを持つ主系列星で、質量は太陽の約60パーセント程度とされる。2017年10月31日（日本時間11月1日）に、群馬県のアマチュア天文家小嶋正によって増光現象が発見された。当初は何らかの爆発現象が予想されたが、X線で明るく見えるものがなく、増光の前後でスペクトルの変化も見られないことから、重力マイクロレンズ現象によって後背にある天体が増光したものであることがわかった。

## 惑星
Kojima-1Lをレンズ星とした増光現象が発見された直後からKojima-1Lに惑星質量の天体が存在する可能性が指摘されており、2018年には地球質量の9.2 ± 6.6倍程度の質量を持つスーパーアースが存在するとする説が提唱されていた。
2019年11月、東京大学の福井暁彦特任助教、宇宙航空研究開発機構宇宙科学研究所の鈴木大介研究員、東京大学/NASAの越本直季学振特別研究員らの研究グループは、岡山天体物理観測所やカナリア諸島のテイデ天文台他海外の望遠鏡を使った追跡観測から、当該惑星は海王星に匹敵する地球の約20倍の質量を持ち、主星の雪線に近い約1.1天文単位 (au) の軌道にある、とする研究結果を発表した。
今回のような重力マイクロレンズ現象で、雪線付近で海王星質量の惑星が検出される確率を研究チームが試算したところ、35%程度という結果が出た。この結果から研究チームは、「雪線付近に海王星質量の天体が存在する確率は、近年のトランジット法や視線速度法による観測結果から想定されていたよりも高い可能性がある」としている。
| 名称 （恒星に近い順） | 質量          | 軌道長半径 （天文単位） | 公転周期 (日) | 軌道離心率 | 軌道傾斜角 | 半径 |
| --------------------- | ------------- | ----------------------- | ------------- | ---------- | ---------- | ---- |
| b                     | 20.0 ± 2.0 M⊕ | 1.08+0.019 −0.015       | —             | —          | —          | —    |

## 名称
重力レンズ法で発見された系外惑星系の主星と惑星には慣例的にそれぞれ「増光事象名L」「増光事象名Lb」という呼称が付けられる。当該増光事象は「TCP J05074264+2447555」という名称だが、研究チームは小嶋の発見を称えて増光現象に「Kojima-1」という別称を付けた。これにより、主星は「Kojima-1L」、惑星は「Kojima-1Lb」と呼ばれる。